# نیمتشیتسه (ناحیه ستراکونیتسه)
نیمتشیتسه (به چکی: Němčice) یک منطقهٔ مسکونی در جمهوری چک است که در ناحیه ستراکونیتسه واقع شده‌است. نیمتشیتسه ۲٫۷۵ کیلومتر مربع مساحت و ۱۱۰ نفر جمعیت دارد و ۵۴۱ متر بالاتر از سطح دریا واقع شده‌است.